# 3,5,3'-Trijodotironamin
3,3',5-Trijodotironamin je tironamin. On je supstrat enzima dejodinaza.